# Mari (Paraíba)
Pour les articles homonymes, voir Mari.
Mari est une ville brésilienne de l'est de l'État de la Paraíba.
Sa population était estimée à 20 634 habitants en 2006. La municipalité s'étend sur 155 km2.